# 勝呂達基
勝呂 達基（すぐろ たつき、1990年5月6日 - ）は、日本の俳優である。静岡県駿東郡長泉町出身。

## 来歴
ラウドヒル計画参加者から選抜された、社会派テーマにダンス、殺陣を交えたポップな舞台を中心に活動中の静岡男8人による精鋭舞台集団『エイトビート』のメンバーであり、同チームのリーダー。

## 出演

### 舞台
2015年
- ラウドヒル計画『STAND UP!～シズオカ独立宣言 家康再起動～』（3月28～29日、静岡市民文化会館）
- ラウドヒル計画『STAND UP!～シズオカ独立宣言 家康再起動～』再演（9月22～23日、静岡市民文化会館）

2016年
- エイトビート STAGE1.00『スターダストメモリー』（7月15日、静岡市民文化会館）

2017年
- ラウドヒル計画『ACTION!!～シズオカ新撰組血風録～』（3月11～12日、静岡市民文化会館）
- エイトビート STAGE1.01『スターダストメモリー』再演（5月3日、静岡市民文化会館）
- エイトビート STAGE2.00『BIRDMEN』（12月1～2日、静岡市民文化会館）

 2018年
- ラウドヒル計画『BEAT IT!!～新今川物語2018～』（11月3～4日、静岡市民文化会館）

2019年
- エイトビート STAGE2.01『BIRDMEN』再演（3月20～21日、静岡市民文化会館）
- ラウドヒル計画『BEAT IT!!～新今川物語2019～』再演（5月5日、静岡市民文化会館）
- 朗読劇 あなたのこころにVol.8『ドン・キホーテ』（6月16日、日比谷コンベンションホール）
- エイトビート STAGE3.00『Five Star』（10月5～6日、静岡市民文化会館）

2020年
- エイトビート STAGE3.01『Five Star』再演（3月28日、静岡市民文化会館） ※新型コロナウイルスの影響により公演中止

2021年
- エイトビート STAGE3.01『Five Star』再演（3月20日〜21日、静岡市民文化会館）
- ラウドヒル計画『FLASH！〜アベハナネヴァーエンド〜』（10月30日〜31日、静岡市民文化会館）
- エイトビート STAGE2.02『BIRDMEN』再々演（11月5日、静岡市民文化会館）

2022年
- ハイポジション×エイトビート 『Kiss of Life』（3月26日～3月27日、静岡市民文化会館）
- ラウドヒル計画『FLASH！〜アベハナネヴァーエンド〜』再演（7月2日〜3日、静岡市民文化会館）
- エイトビート STAGE3.02『Five Star』再演（9月4日、焼津文化会館）

2023年
- エイトビート  STAGE4.00『JUST A HERO』（1月21〜22日、静岡市民文化会館）
- ハイポジション×エイトビート 『Kiss of Life 2023』（3月18日〜19日、静岡市民文化会館）
- ラウドヒル計画『GET OVER!イエヤススマイルフォーユー』（10月21〜22日、静岡市民文化会館）
- エイトビート STAGE3.03『Five Star』再々々演（11月3日、三島市民文化会館）

2024年
- エイトビート  STAGE5.00『ROCK'N'ROLL STAR』（3月16〜17日、静岡市民文化会館）
- 総合劇集団俳優館 夏休みファミリー劇場2024 ミュージカル『ルドルフとイッパイアッテナ』（8月15〜18日、名古屋市千種文化小劇場）- イッパイアッテナ役
- 静岡市文化振興財団30周年記念 笑顔 デ カケル プロジェクト『TRUST!!』（11月3〜4日）
- ハイポジション+ノーボーダーズ『TWINKLE』（12月22日）

### イベント
2017年
- SBSラジオパーク（3月25日〜26日）※25日のみ出演
- 静岡まつり（3月31日〜4月2日）※31日のみ出演

2018年
- うみえ〜る焼津 夏まつり（7月28日）

2019年
- SBS春まつり まちスタ（3月23日〜24日）

2022年
- 第4次静岡市総合計画策定に関わるシンポジウム（8月5日）

- 静岡市民文化会館ストリートピアノ×オーガニックカフェ・マルシェ にぎわい市場（12月10日）

2023年
- 静岡市 札の辻交差点 路上パフォーマンス（3月5日）

- アースデイあさはた2023（5月13日）

- ラウドヒル計画×静岡市まちは劇場推進事業 「回遊縁戯 Triptych Theater 〜徳川家康編〜」（11月11日〜12日、18日〜19日）

- 静岡駅ビル・パルシェ 徳川家康が広げる静岡の縁〜冬の陣〜 駅前パフォーマンス「TAKEアドベンチャー」（12月17日）

2024年
- 静岡・釜山 文化交流事業 ～朝鮮通信使がもたらした絆～（10月19日）（シズオカノーボーダーズ）
- 産業フェアしずおか2024（11月23日〜24日）

2025年
- B.LEAGUE ベルテックス静岡VS信州ブレイブウォリアーズ オープニングショー（2月22日）